# Julian Härtl
Julian Härtl (* 1994 in Weiden in der Oberpfalz) ist ein deutscher Autor, der seine schriftstellerische Tätigkeit 2016 mit Publikationen für das deutschsprachige Pen-&-Paper-Rollenspiel „Das Schwarze Auge“ begann. Er lebt mit seiner Lebensgefährtin in Schweinfurt.

## Veröffentlichungen (Auswahl)
- Unendlichkeit & Tiefenrausch (2018), Ulisses Spiele, ISBN 978-3-96331-125-3.
- Grimme Herzen & Hoffnung in der Finsternis (2019), Ulisses Spiele, ISBN 978-3-96331-162-8.
- Eiserne Flammen (2019), Ulisses Spiele, ISBN 978-3-96331-188-8.
- Nachtgeheul (2021), Ulisses Spiele, ISBN 978-3-96331-258-8.
- Bis ins Mark (2021), Ulisses Spiele, ISBN 978-3-96331-700-2.
- Die Sonnenküste (2021), Ulisses Spiele, ISBN 978-3-96331-536-7.
- Rohals Erben (2022), Ulisses Spiele, ISBN 978-3-96331-808-5.
- Verhandlungskunst & Friedensschwur (2022), Ulisses Spiele, ISBN 978-3-98732-040-8.